# Top Gear (1977)
Top Gear foi uma série televisiva acerca de automóveis, produzida pela BBC Birmingham, e transmitida pela BBC2 entre 1977 e 2001. Era um programa em forma de magazine, com diversos apresentadores, incluindo William Woollard, Angela Rippon, Noel Edmonds e Jeremy Clarkson.

## História
O Top Gear original começou como uma série de televisão mensal produzida pela BBC Midlands, baseada nos Pebble Mill Studios, Birmingham e correu em seu formato original até o final de 2001. Os programas de 30 minutos tinham formato de revista e foram transmitidos inicialmente apenas para espectadores na região de Midlands. Top Gear e seu título foram concebidos pelo produtor executivo Derek Smith.
Em 2002, o programa foi relançado pela BBC Londres em formato de estúdio, e com a duração de uma hora.